# Ekaterina Dafovska
Ekaterina Dafovska (Čepelare,  28. studenog 1975.) je bivša bugarska biatlonka.
Dafovska se počela baviti biatlonom 1992. godine. U bugarsku reprezentaciju došla je 1993. godine. Sljedeće godine na Zimskim olimpijskim igrama u Lillehammeru osvojila je 29. mjesto u utrci na 15 km, dok je kao dio bugarske štafete osvojila 13. mjesto.
Osvojila je zlatnu olimpijsku medalju na 15 km na igrama u Naganu 1998. godine.  Njena zlatna medalja bila je prva bugarska u povijesti na Zimskim olimpijskim igrama. Do tada je jedinu bugarsku medalju broncu osvojio Ivan Lebanov u Lake Placidu 1980. godine. Dobila je nagradu za najboljeg bugarskog sportaša 1998. godine.

## Postignuća
- 1995. - bronca na Svjetskom prvenstvu u Antholz-Anterselvi, Italija
- 1997 - bronca na Svjetskom prvenstvu u Brezno-Osrblieu, Slovačka
- 1998. - zlato na Olimpijskim igrama u Naganu, Japan
- 2002. - peto mjesto na Olimpijskim igrama u Salt Lake Cityu, SAD
- 2004. - zlato na Europskom prvenstvu u Minsku, Bjelorusija
- 2006. - osmo mjesto na Olimpijskim igrama u Torinu, Italija

## Vanjske poveznice
- Profil na biathlonworld.com (engl.)